# Chaetomitrium setosum
Chaetomitrium setosum är en bladmossart som beskrevs av Brotherus och Hugh Neville Dixon 1924. Chaetomitrium setosum ingår i släktet Chaetomitrium och familjen Hookeriaceae. Inga underarter finns listade i Catalogue of Life.